# Dimokratiki Symmachia
Die Dimokratikí Symmachía (griechisch Δημοκρατική Συμμαχία ‚Demokratische Allianz‘) war eine liberale Partei in Griechenland. Sie wurde am 21. November 2010 von Dora Bakogianni gegründet und stellte ihre politische Arbeit im Mai 2012 ein.

## Gründung
Wegen ihrer grundsätzlichen Bereitschaft, im Gegensatz zum offiziellen Parteikurs der Mitte-rechts-Partei Nea Dimokratia die Reformpolitik der Regierung im Rahmen der Griechischen Staatsschuldenkrise zu unterstützen, wurde die frühere Außenministerin Dora Bakogianni Anfang Juli 2010 aus der ND ausgeschlossen. Weil die Nea Dimokratia in den Regional- und Kommunalwahlen erfolglos blieb, gründete Bakogianni eine neue bürgerliche Partei namens „Demokratische Allianz“. Der Gründungskongress der Partei fand im Mai 2011 statt.

## Vertretung im Parlament
Im griechischen Parlament war die Partei durch die folgenden Abgeordneten vertreten:
- Dora Bakogianni
- Lefteris Avgenakis
- Georgios Kontogiannis
- Christos Markogiannis

Der Abgeordnete Kostas Kiltidis hat die Partei alsbald wieder verlassen. Da die Zahl der Abgeordneten weniger als 10 betrug, hatte die Demokratische Allianz keinen Fraktionsstatus.
Die Partei hatte einen Abgeordneten im Europäischen Parlament:
- Thodoros Skylakakis. Er gehörte zunächst als ND-Mitglied der christdemokratisch-konservativen EVP-Fraktion an, trat dann aber Ende Mai 2011 in die liberale Fraktion ALDE über.[3]

## Politische Positionen
Wie in ihrer Gründungserklärung dargelegt, verstand sich die Demokratische Allianz politisch als zentristische Bewegung, die ideologisch durch die anthropozentrischen Werte des Humanismus und der Aufklärung, rationales Denken und persönliche Freiheit inspiriert war sowie von der wirtschaftlichen, politischen und sozialen Freiheit des Liberalismus als Unterbau sozialer Gerechtigkeit. Sie war auch von den Kämpfen des  19. und 20. Jahrhunderts für soziale Solidarität in Europa beeinflusst.
Von der Partei wurden unter anderen folgende Positionen vertreten:
- Drastische Reduzierung der Steuern durch die Einführung einer 20%igen Abgeltungsteuer. Dieser Steuersatz solle nicht nur für Menschen mit geringem Einkommen gelten, da er durch ein System ergänzt würde, das die derzeit bestehenden Steuersenkungen mit negativer Besteuerung ersetzt.
- Reduzierung der Zahl der Beamten und die Abschaffung des Beamtenstatus für neu Eingestellte, um der Regierung zu ermöglichen, mit zwei Dritteln des derzeitigen Personals auszukommen. Dies wäre mit erhöhten Gehältern für die Verbleibenden zu verbinden, die auf Leistungsbewertungen beruhen.
- Ein Gesetz, das die Gewerkschafter im Öffentlichen Dienst verpflichtet zu arbeiten
- Einführung der geheimen Stimmabgabe bei allen Entscheidungen über Streiks
- Einführung eines Gutschein-basierten Erziehungssystems

## Teilnahme an Wahlen
Bei der Parlamentswahl im Mai 2012 scheiterte die DIM.SY. jedoch mit einem Stimmanteil von 2,55 % an der Dreiprozenthürde des griechischen Wahlrechts. Nach diesem Misserfolg vereinbarte die Partei für die Neuwahl am 17. Juni 2012 mit der Nea Dimokratia, die Kräfte beider Parteien zu bündeln. Die DIM.SY. rief ihre Anhänger auf, Nea Dimokratia zu wählen.